# Axis: Bold as Love
Axis: Bold As Love (Вісь: зухвалий як любов) — другий альбом гурту «The Jimi Hendrix Experience», випущений наприкінці 1967 року.
Хоча цей альбом залишився в тіні успіху попереднього і наступного альбомів, його звучання може вважатися впевненішим і якіснішим порівняно з дебютним. Запис було зроблено під тиском умов контракту, за яким гурт мав записати два альбоми в 1967 році.
Протягом запису цього альбому було випущено четвертий сингл — «Burning of the Midnight Lamp»/«Stars That Play With Laughing Sam's Dice», але він не повторив успіху попередніх синглів і досягнув лише 18-го місця у Великій Британії. Сингл не був випущений в США, але увійшов в американську версію наступного альбому. «Up from the Skies» — ще один невдалий сингл з цього альбому, Гендрікс пізніше сказав, що йому взагалі не подобається випуск пісень синглами, і він воліє висловлювати свої ідеї за допомогою повноцінних альбомів.
Багато пісень з альбому було написано під студійні технології і рідко виконувалися на концертах. Тільки «Spanish Castle Magic» і «Little Wing» були регулярно присутні в програмах виступів. «Spanish Castle Magic» названа на честь відомого джаз-клубу.
У Великій Британії альбом досягнув 5-ї сходинки хіт-параду, а в США — 3-ї.

## Little Wing
«Little Wing» стала однією з найвідоміших пісень Гендрікса, її версії виконували багато музикантів. Найбільш відомі кавери «Little Wing» зробили Ерік Клептон з групою «Derek and the Dominos» і Стіві Рей Вон. На оригінальному записі Гендрікс грає цю пісню через підсилювач «Leslie», який зазвичай використовувався з електроорганом. На пізніших записах і на концертах Гендрікс використовував педаль ефектів «Univibe», щоб отримати звук, схожий на звучання через підсилювач «Leslie».
«Little Wing» — це ім'я ангела-хранителя Гендрікса (як і «Waterfall» (водоспад), який згадується в пісні «May this Be Love» у першому альбомі).

## Bold as Love
Заголовна композиція «Bold as Love» вважається першим записом, в якій був використаний стереофленжер (flanger). Цей ефект можна почути в завершальній частині композиції. The Beatles незадовго до цього активно використовували монофленжер на альбомі Magical Mystery Tour.

## Little Miss Lover
У пісні «Little Miss Lover» вперше був використаний технічний прийом, коли гітарист грає на приглушених струнах ритм і використовує педаль «вау-вау». Цей прийом пізніше використовували багато гітаристів (наприклад Айзек Гейз у пісні «Theme from Shaft»). Також ця пісня вважається передвісником фанк-року, ідею якого Гендрікс потім розвинув.

## Список композицій
Автор музики і слів Джимі Гендрікс. 
| #   | Назва                           | Тривалість |
| --- | ------------------------------- | ---------- |
| 1.  | «EXP»                           | 1:55       |
| 2.  | «Up from the Skies»             | 2:55       |
| 3.  | «Spanish Castle Magic»          | 3:00       |
| 4.  | «Wait Until Tomorrow»           | 3:00       |
| 5.  | «Ain't No Telling»              | 1:46       |
| 6.  | «Little Wing»                   | 2:24       |
| 7.  | «If 6 Was 9»                    | 5:32       |
| 8.  | «You Got Me Floatin'»           | 2:45       |
| 9.  | «Castles Made of Sand»          | 2:46       |
| 10. | «She's So Fine» (Ноель Реддінґ) | 2:37       |
| 11. | «One Rainy Wish»                | 3:40       |
| 12. | «Little Miss Lover»             | 2:20       |
| 13. | «Bold as Love»                  | 4:11       |

## Музиканти
| Джимі Гендрікс | Гітара, бас-гітара, вокал, піаніно, флейта |
| Ноель Реддінґ  | Бас-гітара, вокал                          |
| Мітч Мітчелл   | Ударні, глокеншпіль, вокал                 |

### Запрошені вокалісти
- Тревор Бертон
- Гері Лідз
- Грем Неш
- Рой Вуд
- Чез Чендлер